# Мюллер, Вильгельм (поэт)
Вильгельм Мюллер (нем. Wilhelm Müller; 7 октября 1794, Дессау — 30 сентября 1827, Дессау) — немецкий поэт-романтик, известный прежде всего как автор слов к вокальным циклам Франца Шуберта.
Его сочинения: «Rom, Römer und Römerinnen» (1820), «Gedichte aus den hinterlassenen Papieren eines reisenden Waldhornisten» (1827; 4 изд. под загл. «Gedichte», 1858; вновь изданы его сыном в 1868), «Lieder der Griechen» (1844); переводы — «Neugriechische Volkslieder» и «Lyrische Reisen und epigrammatische Spaziergänge».
Его стихотворения отличаются жизнерадостностью, свежестью впечатлений, пластичностью изображений и мелодичностью языка. Некоторые песни Мюллера перевёл на русский Иннокентий Анненский.

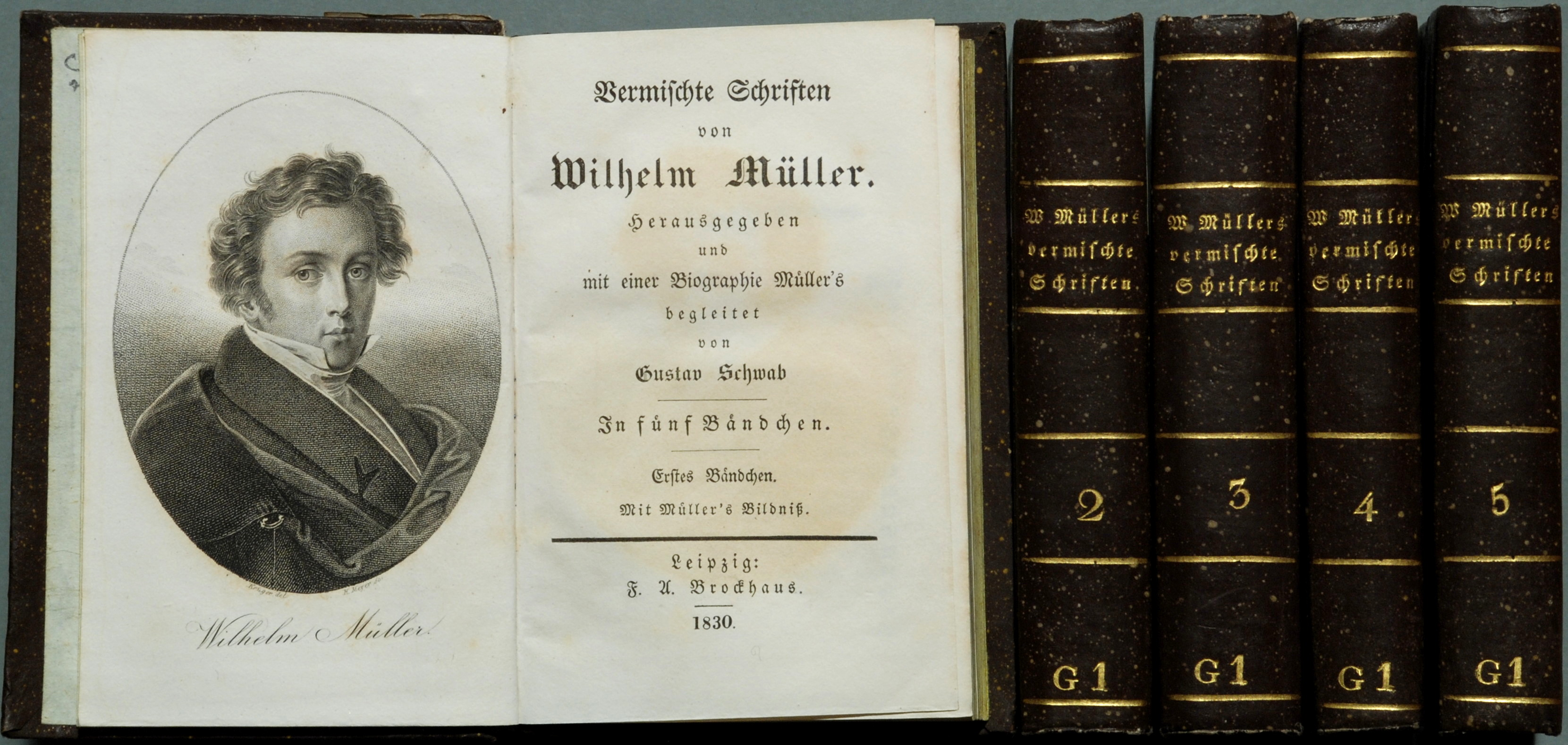
Издание 1830 года

Многие его песни сделались народными; музыка Шуберта («Müllerlieder» и «Winterreise» — вокальные циклы «Прекрасная мельничиха» и «Зимний путь», написанные из-за безответной любви к Луизе Гензель) сделала их ещё более популярными. В «Homerische Vorschule» (2 изд., 1836) Мюллер примыкает к идеям Фридриха Августа Вольфа. «Vermischte Schriften» Мюллера изданы в 1830 году.
В 1827 году вместе с Георгом Хасселем был назначен редактором третьей серии Всеобщей энциклопедии науки и искусства (Энциклопедии Эрша и Грубера), но умер в том же году, успев принять участие только в выпуске первых двух томов.
Отец знаменитого лингвиста Макса Мюллера.